# Héctor Caraccioli Moncada
Héctor Caraccioli Moncada (* 1922; † 1975) war vom 21. Oktober 1956 bis zum 21. Dezember 1957 Mitglied einer Militärjunta, die als Staatsoberhaupt in Honduras fungierte.

## Leben
Héctor Caraccioli Moncada war Pilot der Fuerza Aérea Hondureña. Seine Boeing Model 40 stürzte am 25. Januar 1945 ab und Caraccioli war der erste Pilot der Luftwaffe von Honduras, welcher mit einem Notfallschirm ausstieg. Er löste Hernán Acosta Mejía als Kommandant der Fuerza Aérea Hondureña ab und wurde von Armando Escalón Espinal als Kommandant der Fuerza Aérea Hondureña abgelöst.
Hector Caraccioli putschte sich am 21. Oktober 1956 in einer Militärjunta an die Macht. Die Junta annullierte die Wahlen von 7. Oktober 1956 wegen angeblichen Wahlbetrugs. Als Militärkommandeure der 17 Departamentos wurden junge, im Rahmen des United States Military Assistance Program ausgebildete Offiziere eingesetzt. Als José Ramón Villeda Morales aus dem Exil nach Honduras zurückkam, wurde er umgehend als Botschafter nach Washington gesandt. Am 2. November 1956 schaffte die Junta mit dem Decreto N°11 die Todesstrafe ab. Im Begründungstext wurde ausgeführt „… die Todesstrafe wurde bedingt in der Verfassung von 1936 eingeführt, und schuf nicht die erwarteten Ergebnisse, sie verringerte nicht die Kriminalitätsrate bei den Verbrechen für welche sie vorgesehen war“.
Bis zum 7. Juli 1957 gehörten der Militärjunta Coronel Roque Jacinto Rodriguez Herrera (1898–1981), der Director der Escuela Militar Francisco Morazán und Major Roberto Galvez Barnes (* 18. Mai 1925 in Puerto Cortés; † 19. März 1995 in Tegucigalpa), Sohn von Juan Manuel Gálvez Durón, Pionier, welcher an der Louisiana State University studierte, Entwicklungsminister in der Regierung Julio Lozano Díaz, an.
Am 21. August 1957 wurde zu den Wahlen der Delegierten zur verfassungsgebenden Versammlung aufgerufen. Die Wahlen der Delegierten zur verfassungsgebenden Versammlung fanden am 22. September 1957 statt. Die Partido Liberal de Honduras platzierte 36 Delegierte und die Partido Nacional de Honduras 18, das Moviemiento Nacional Reformista vier.
Ab 17. November 1957 regierte Caraccioli mit Coronel Oswaldo López Arellano.
Hector Caraccioli Moncada starb bei einem Flugzeugunfall.
Nach Hector Caraccioli Moncada ist ein Luftwaffenstützpunkt in der Nähe von La Ceiba benannt, der am 25. Oktober 1978 eröffnet wurde. Auf diesem sind Northrop F-5 stationiert und dort finden auch International Military Education and Trainings (IMET) statt.